# تن‌فروشی در میان جانوران
چندین پژوهش به تن‌فروشی در بین گونه‌های جانوری غیر انسان مانند پنگوئن آدلی و شامپانزه اشاره کرده‌اند.
پنگوئن‌ها برای ساخت لانه‌های خود از سنگ استفاده می‌کنند؛ براساس پژوهشی در سال ۱۹۹۸ میلادی، گاهی پنگوئن‌های آدلی ماده برای جبران کمبود سنگ در ازای دریافت سنگ با نرهایی که جفت آن‌ها نیستند آمیزش جنسی می‌کنند و سپس سنگ‌ریزه‌ها را به لانه خود می‌برند. گفته می‌شود شامپانزه‌ها نیز در ازای دریافت غذا تن‌فروشی می‌کنند.

## پنگوئن‌ها

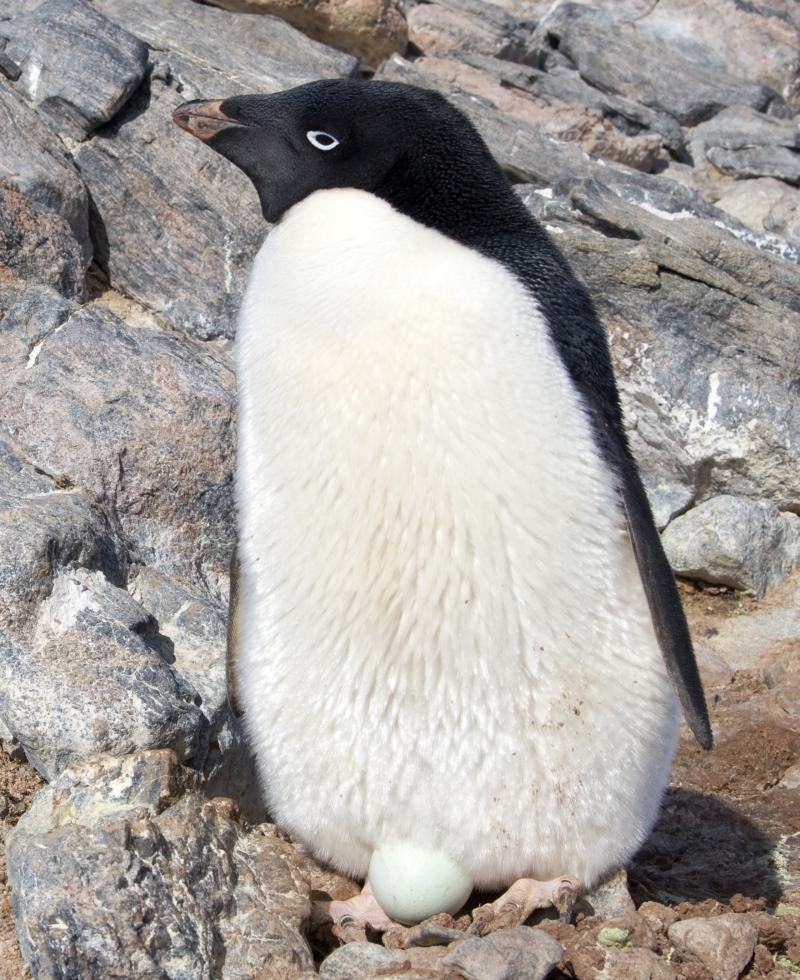
پنگوئن ادلی

تن‌فروشی در میان حیوانات نخستین بار در سال ۱۹۹۸ میلادی توسط فیونا هانتر، پژوهشگر در دانشگاه کمبریج، و لوید دیویس از دانشگاه اتاگو، که پنج سال را صرف مطالعه جفت‌گیری پنگوئن‌های آدلی کرده بود، گزارش شد. این پژوهش بخشی از برنامه مؤسسه نیوزلند جنوبگان بود؛ و در جزیره راس در حدود ۱٬۳۰۰ کیلومتری قطب جنوب انجام شد.
براساس این گزارش که در اخبار آنلاین بی‌بی‌سی منتشر شد، بعضی از پنگوئن‌های ماده با نرهایی که جفتشان نیستند آمیزش جنسی می‌کنند و سپس یک سنگ از لانه پنگوئن نر برمی‌دارند. گروهی از پژوهشگران حدس می‌زنند که هنگامی که پنگوئن ماده برای برداشتن سنگ خم می‌شود، پنگوئن نر این حرکت او را اشتباه برداشت می‌کند و اینگونه تصور می‌کند که پنگوئن ماده آماده جفت‌گیری با او است. با این حال پژوهشگران تا کنون به نظر یکسانی برای توضیح این رفتار نرسیده‌اند و هنوز در حال مطالعه آن هستند. همچنین گمان می‌رود که پنگوئن نر این حرکت ماده را اشتباه نمی‌گیرید بلکه عمداً با او آمیزش می‌کند زیرا آمیزش‌جنسی اجباری در بین این گونه پنگوئن متداول است. بی‌بی‌سی همچنین از طرف فیونا هانتر گزارش کرد که پنگوئن‌های ماده به احتمال زیاد تنها برای سنگ تن‌فروشی نمی‌کنند. هانتر باور داشت که ماده‌ها به‌خاطر دلیل دیگری با دیگر نرها آمیزش می‌کنند و چند سنگ نیز برمی‌دارند اما نیاز به سنگ، دلیل اصلی بروز این رفتار نیست. همچنین پیشنهاد شده که این رفتار در اصل برای انتخاب جفت است؛ و پنگوئن ماده با آمیزش جنسی با چندین نر، جفت مناسب خود را پیدا می‌کند. این پژوهش پیشنهاد کرد که پنگوئن‌های نر تنها برای لذت جنسی با پنگوئن‌های تن‌فروش ماده آمیزش می‌کند. براساس مشاهدات هانتر، شمار پنگوئن‌های تن‌فروش ماده بسیار کم است.
داده‌های به دست آمده از این پژوهش نشان می‌دهند هنگامی که آمیزش جنسی در نزدیکی لانه پنگوئن نر رخ می‌دهد، ماده یک یا چندین سنگ برمی‌دارد؛ اما هنگامی که آمیزش در نزدیکی لانه ماده رخ می‌دهد، پنگوئن نر هیچ سنگی برنمی‌دارد. گاهی آمیزش جنسی رخ نمی‌دهد اما پنگوئن‌های ماده سنگ از دیگر لانه‌ها برمی‌دارند. گفتنی است که هردوی پنگوئن‌های ماده و نر این گونه، سنگ از دیگر لانه‌ها می‌دزدند و گاهی فرار می‌کنند و گاهی دیگر نیز مورد حمله پنگوئن صاحب لانه قرار می‌گیرند. سود به‌دست آوردن سنگ بدون درگیری روشن است؛ اما پنگوئن‌های ماده همیشه تمایل به آمیزش جنسی برای جلوگیری از درگیری ندارند. پژوهشگران همچنین حدس می‌زنند که شاید سازگاری‌های ژنتیکی منجر به بروز این رفتار در این گونه شده‌است.

## شامپانزه‌ها

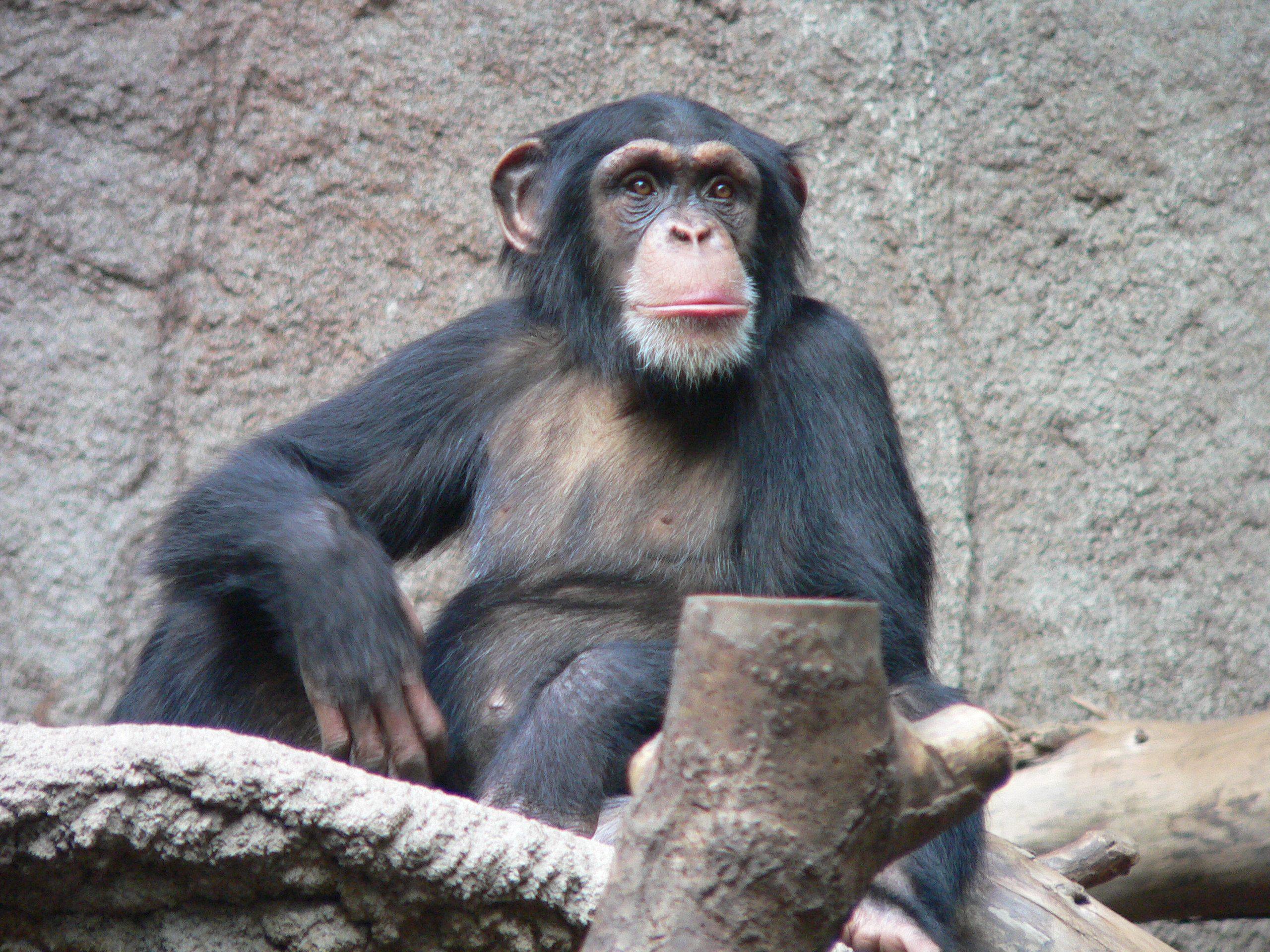
شامپانزه معمولی بسیار شبیه شامپانزه‌هایی است که در پارک ملی تای دیده شده‌اند.

یک پژوهش توسط بنیاد پلنک برای انسان‌شناسی فرگشتی در شهر لایپزیگ در کشور آلمان انجام شد و در کتابخانه عمومی دانش به صورت آنلاین منتشر شد. این پژوهش سعی در اثبات فرضیه رفتار گوشت برای آمیزش جنسی داشت، براساس این فرضیه در جوامع اولیه انسانی، مردهایی که مهارت بیشتری در شکار داشتند بیشترین شمار شریکان جنسی را به‌دست می‌آوردند. این پژوهش مطالعات خود را روی شامپانزه‌ها انجام داد. آن‌ها با مطالعه روی شامپانزه‌های پارک ملی تای نتیجه‌گیری کردند که نوعی تن‌فروشی در میان شامپانزه‌ها وجود دارد؛ که در آن ماده‌ها در ازای دریافت گوشت با نرها آمیزش می‌کنند. براساس گفته‌های کریستینا گومز، یکی از اعضای این بنیاد، شامپانزه‌های وحشی گوشت را در ازای آمیزش جنسی مبادله می‌کنند. اگرچه مبادله مستقیم گوشت در ازای آمیزش‌جنسی تاکنون دیده نشده‌است.

## میمون شنل‌پوشیان

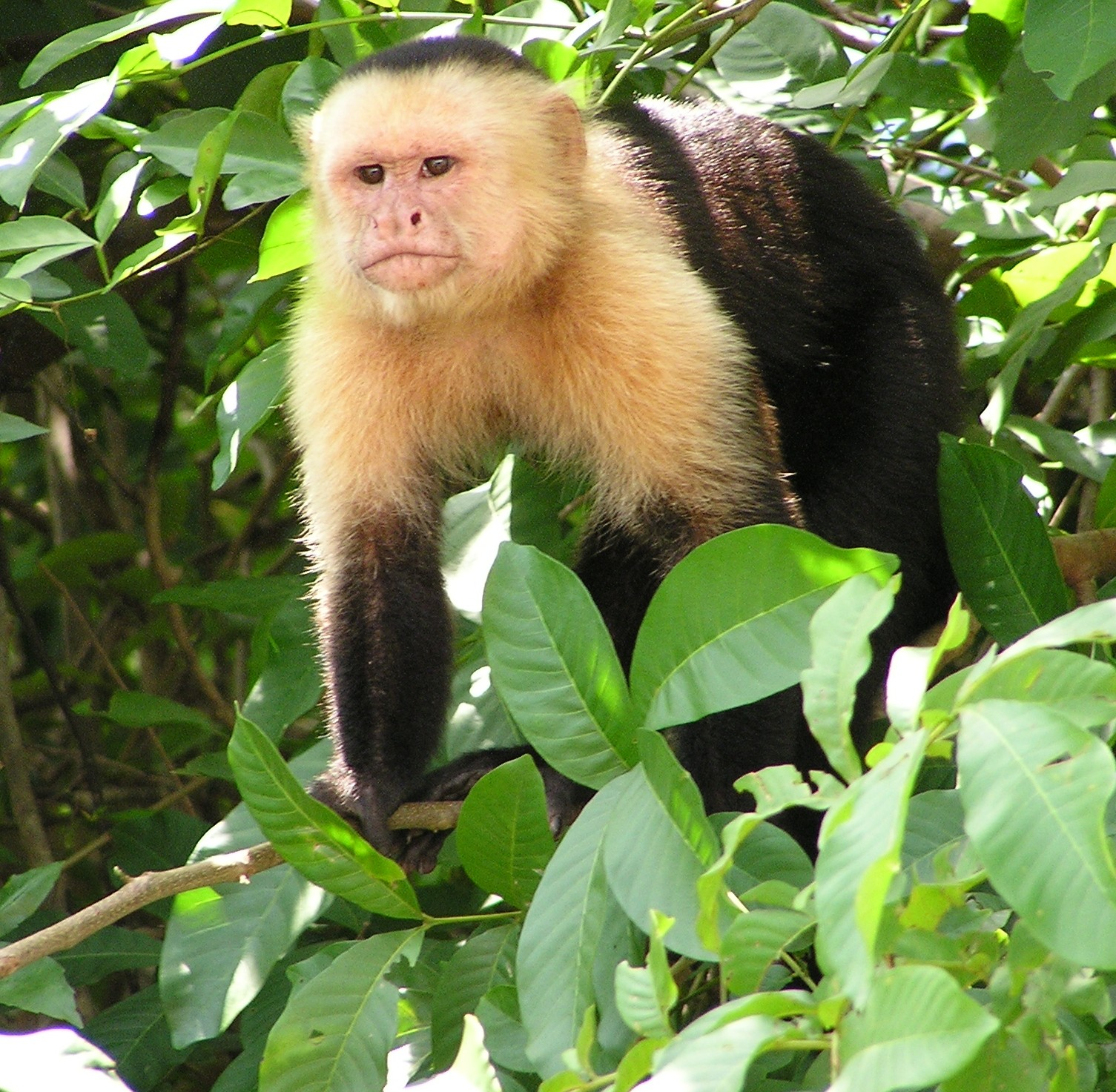
میمون شنل‌پوشیان

در پژوهشی در بیمارستان یل-نیو هاون برای بررسی رفتارهای اقتصادی میمون شنل‌پوشیان به این میمون‌ها آموزش داده شد تا از سکه‌های نقره به عنوان پول استفاده کنند. این سکه‌ها در ازای انجام کارهای گوناگون توسط دیگر میمون‌ها مبادله می‌شدند. در طول یکی از این آزمایش‌ها یکی از پژوهشگران مشاهده کرد که یکی از میمون‌ها در ازای آمیزش‌جنسی به میمون دیگر سکه داد. میمونی که سکه در ازای آمیزش‌جنسی دریافت کرده بود، بلافاصله آن را درازای یک انگور مبادله کرد.

## برای مطالعهٔ بیشتر
- Kanazawa, Satoshi (Mar 2011). "آیا مردان تلاش می‌کنند تن‌فروشان را تحت تأثیر قرار دهند؟". The Scientific Fundamentalist. Psychology Today.